# پایگاه هوایی اتیمسگوت
پایگاه هوایی اتیمسگوت (به انگلیسی: Etimesgut Air Base) (به زبان بومی: Etimesgut Hava Üssü) یک فرودگاه نظامی با کد یاتا ANK است که یک باند فرود آسفالت دارد و طول باند آن ۱۵۰۹ متر است. این فرودگاه در شهر آنکارا کشور ترکیه قرار دارد و در ارتفاع ۸۰۹ متری از سطح دریا واقع شده است.